# Bříza
Bříza (deutsch Birke) ist eine Gemeinde in Tschechien. Sie liegt sieben Kilometer südwestlich von Roudnice nad Labem und gehört zum Okres Litoměřice.

## Geographie

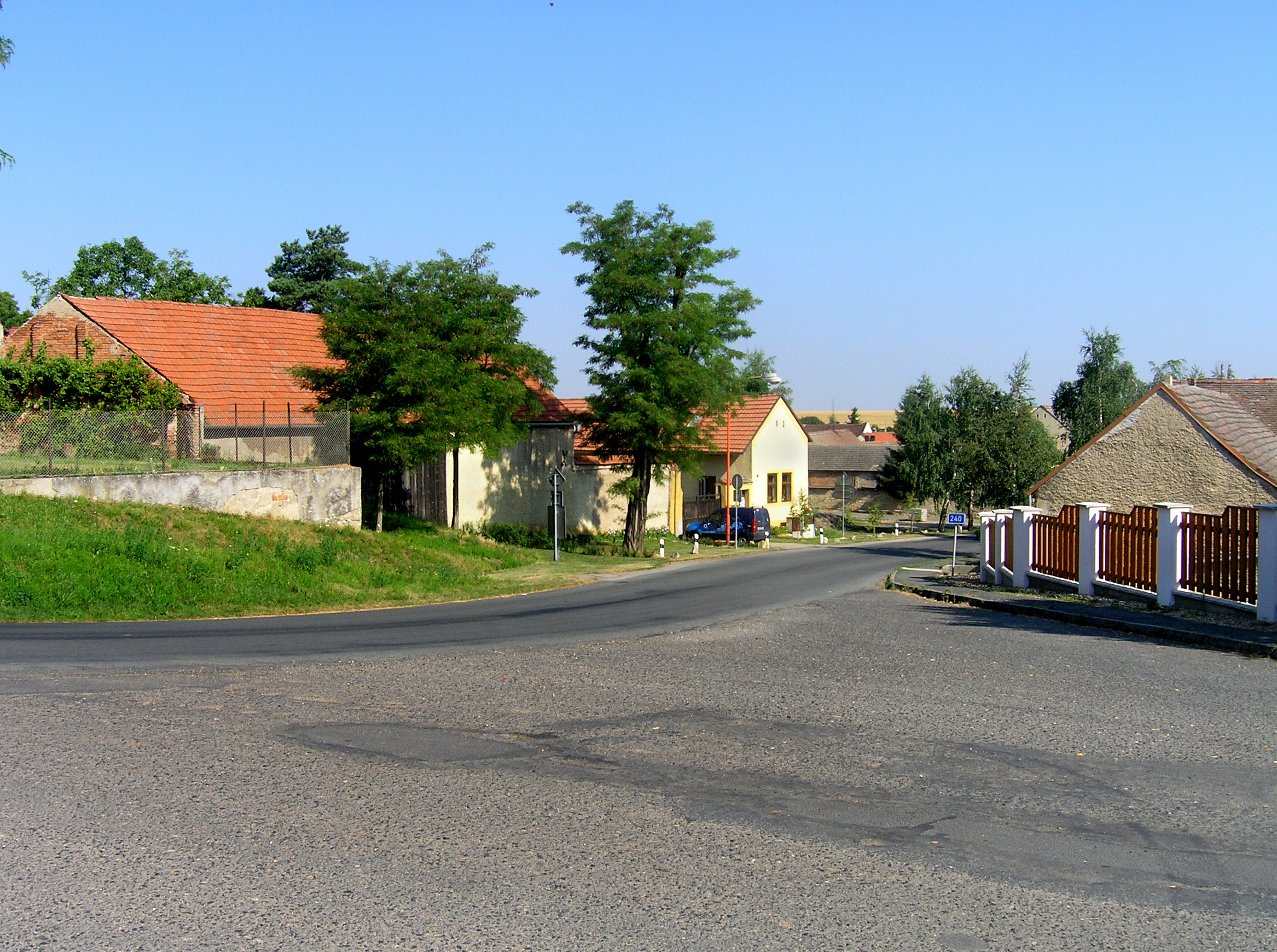
Das Zentrum

Das Dorf auf der Böhmischen Tafel befindet sich auf dem 245 m hohen Račivenský vrch. Östlich Bříza liegen mehrere Sandgruben. Durch den Ort führt die Staatsstraße 240 zwischen Roudnice nad Labem und Kralupy nad Vltavou. Bříza liegt zwischen den Eisenbahnstrecken von Libochovice nach Kralupy nad Vltavou und von Roudnice nad Labem nach Louny, die sich im Nachbarort Straškov-Vodochody kreuzen. Der Ort besitzt an beiden Strecken Bahnhalte, der an ersterer liegt unmittelbar nördlich des Ortes und trägt die Bezeichnung Račiněves. Der Haltepunkt Bříza, der an der zweitgenannten Strecke liegt, ist südöstlich außerhalb des Dorfes.
Nachbarorte sind Račiněves im Norden, Straškov-Vodochody im Osten, Loucká im Südosten, Černuc im Süden, Hospozínek, Radešínek und Radešín im Südwesten, Charvatce  im Westen, sowie Martiněves im Nordwesten.

## Geschichte
Erstmals urkundlich erwähnt wurde Preza im Jahre 1057 bei der Gründung des Kollegiatstiftes St. Stefan in Litoměřice durch Herzog Spytihněv II. Danach wurde das Dorf Teil der Herrschaft Roudnice nad Labem, zu deren Besitzer nach dem Bistum Prag u. a. zwischen 1371 und 1377 Dietrich von Bříza und später Puta von Schwihau gehörte. 1577 wurde die Herrschaft an Wilhelm von Rosenberg verkauft. Über dessen Witwe Polyxena von Lobkowicz gelangte der Ort an die Lobkowitz, die bis zur Aufhebung der Patrimonialherrschaften im Jahre 1848 dessen Besitzer blieben.

## Ortsgliederung
Für die Gemeinde Bříza sind keine Ortsteile ausgewiesen.

Bilder von Bříza
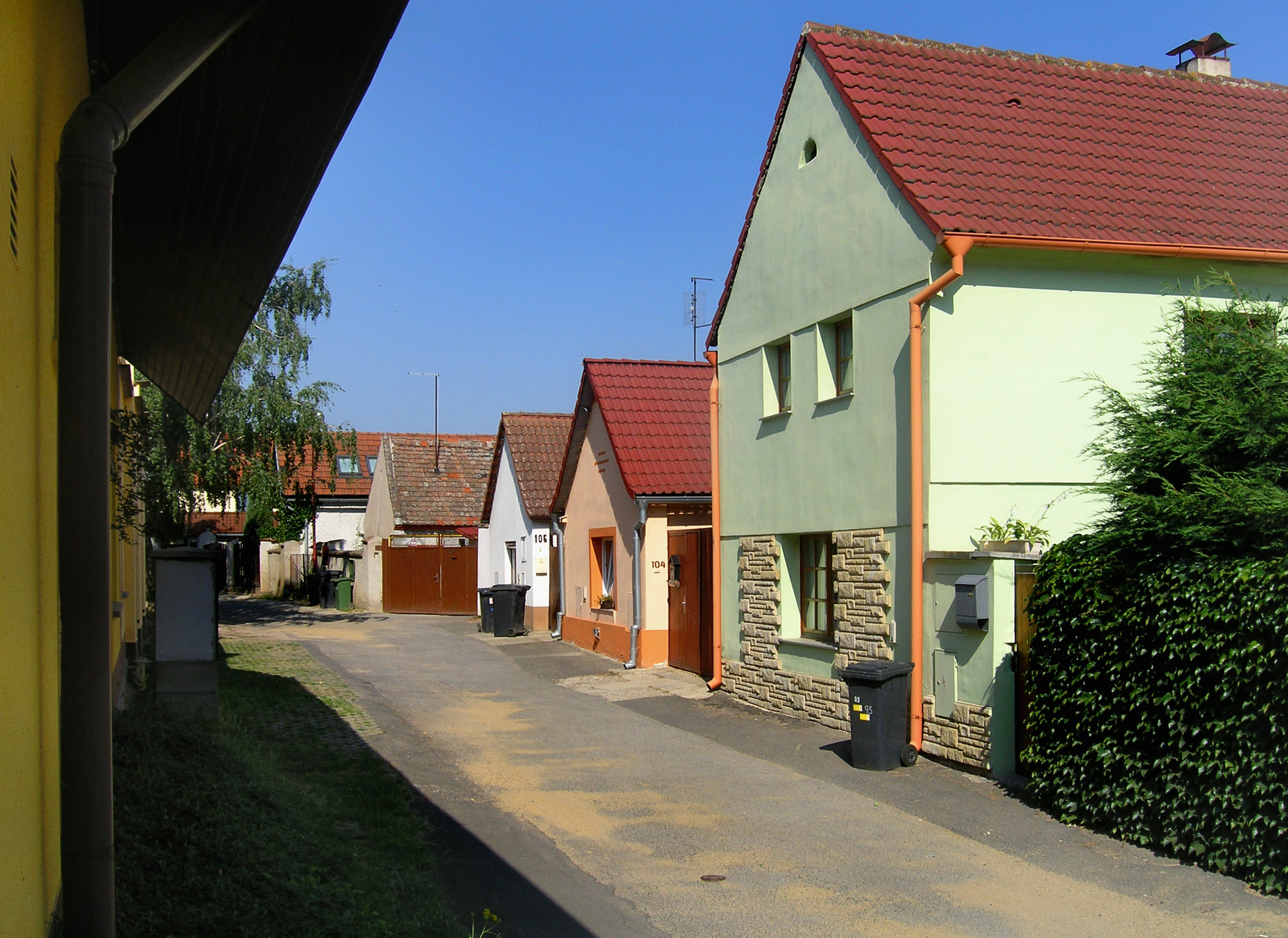
Die Nebenstraße
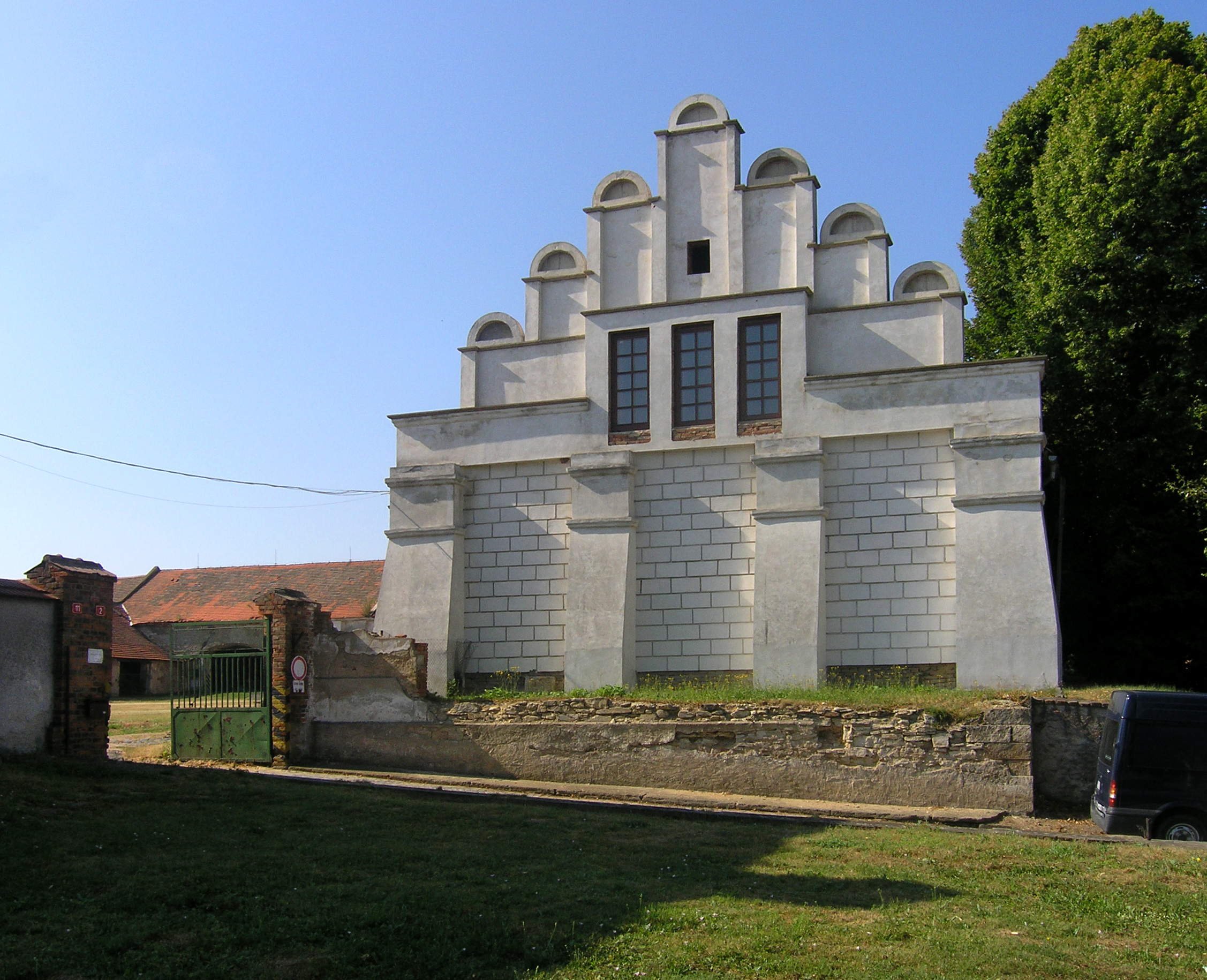
Das Portal